# Eufaula (Alabama)
Pour les articles homonymes, voir Eufaula.
Eufaula est une municipalité américaine située dans le comté de Barbour en Alabama, au bord de la rivière Chattahoochee, face à l’État de Géorgie. Lors du recensement de 2010, elle comptait 13 137 habitants. C’est la ville la plus peuplée du comté, bien que son siège soit Clayton.
La municipalité s'étend sur 73,48 milles carrés (190,31 km2), dont 14,09 milles carrés (36,49 km2) d'étendues d'eau. Elle doit son nom à l'ancienne cité creek de Yufala.	

## Démographie
| 1850  | 1870  | 1880  | 1890  | 1900  | 1910  | 1920  | 1930  |
| ----- | ----- | ----- | ----- | ----- | ----- | ----- | ----- |
| 3 000 | 3 185 | 3 836 | 4 394 | 4 532 | 4 259 | 4 939 | 5 208 |

| 1940  | 1950  | 1960  | 1970  | 1980   | 1990   | 2000   | 2010   |
| ----- | ----- | ----- | ----- | ------ | ------ | ------ | ------ |
| 6 269 | 6 906 | 8 357 | 9 102 | 12 097 | 13 220 | 13 908 | 13 137 |

## Galerie photographique

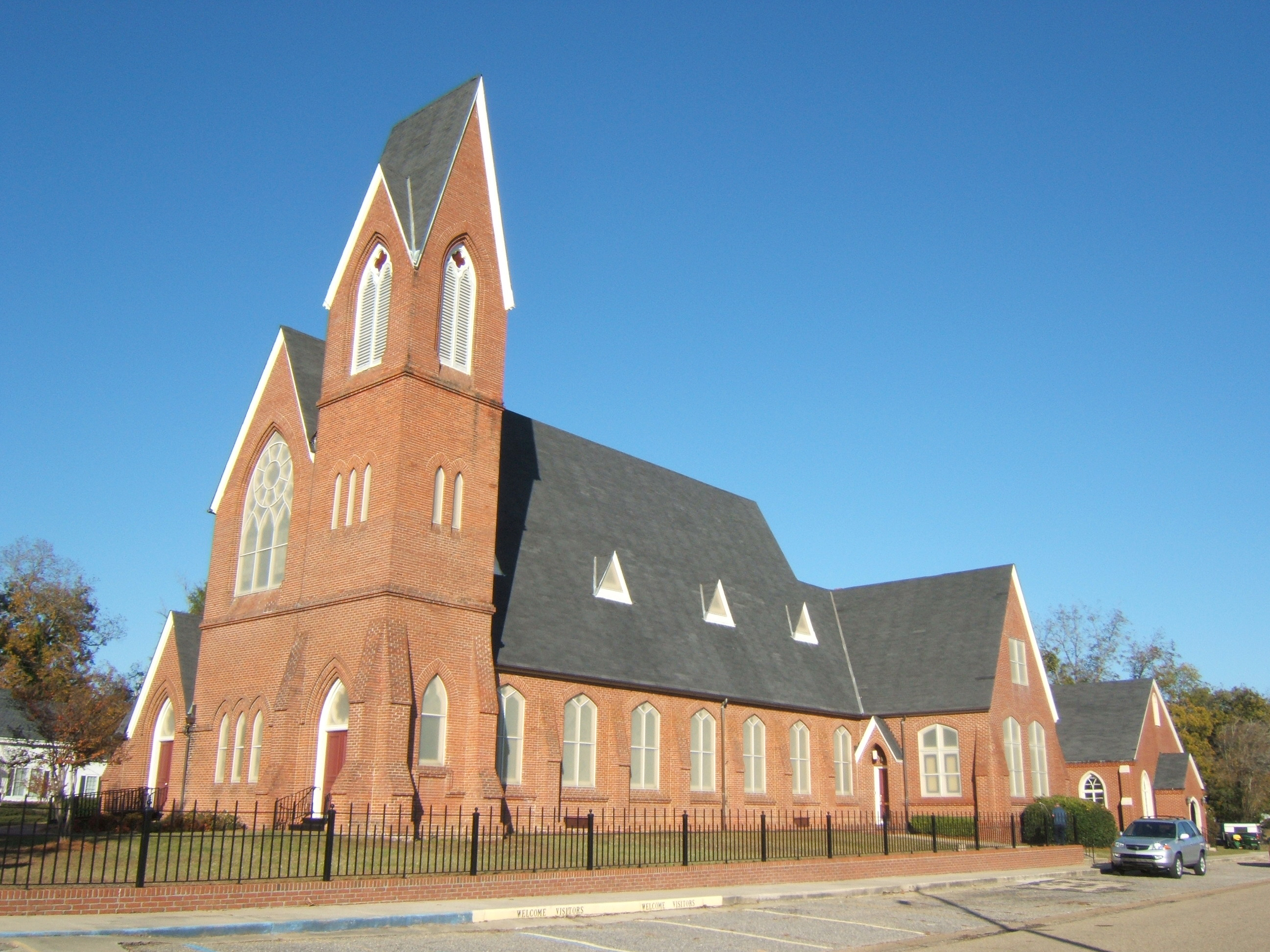
Première église presbytérienne d’Eufaula, achevée en 1869. Construite dans le style gothique victorien, elle avait à l'origine un toit polychrome orné d'une crête métallique tout au long de son faîtage.
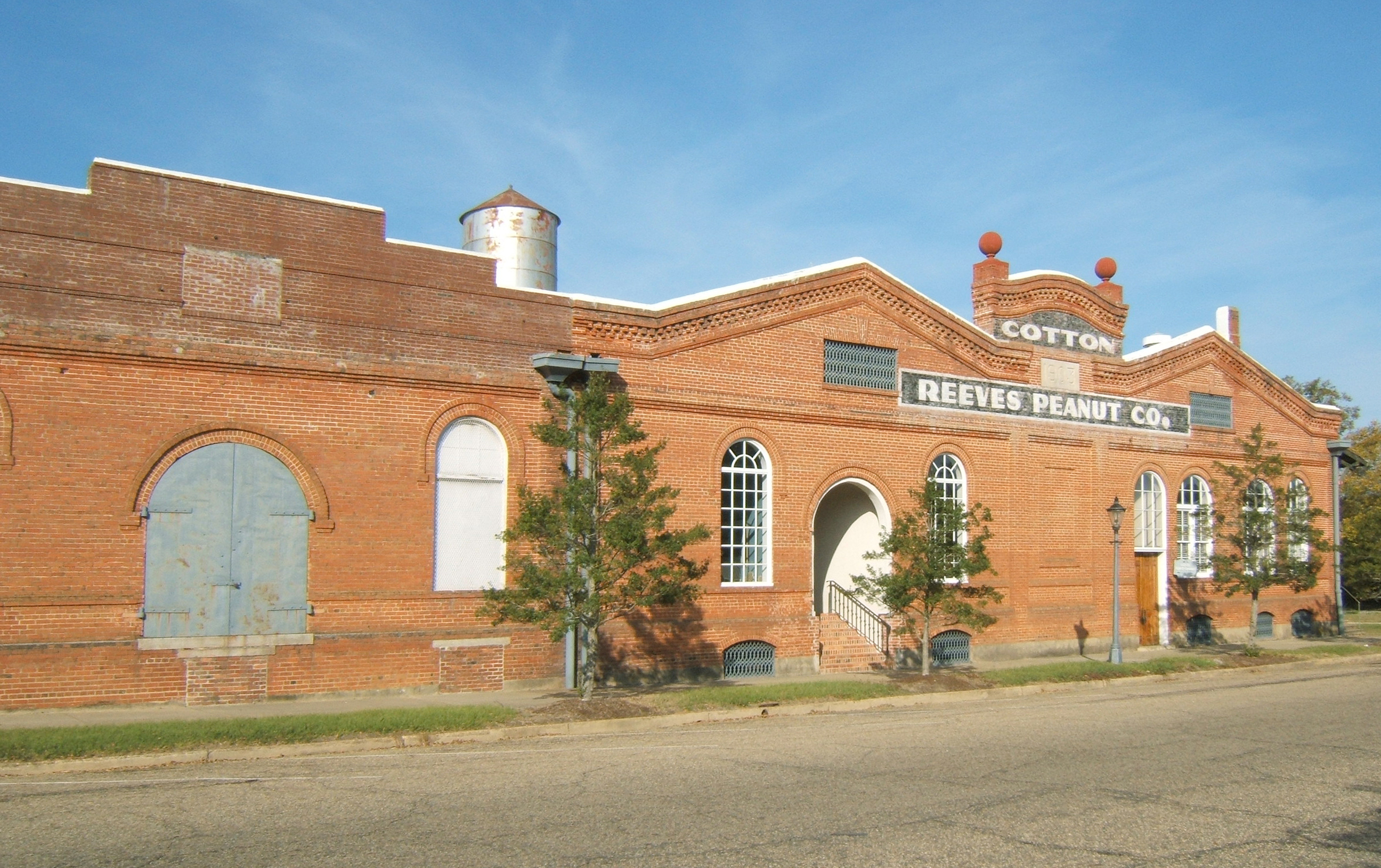
Entrepôt de la Reeves Peanut Company (société d'arachide), construit par la Eufaula Grocery Company (société d'épicerie) en 1903 dans un style néo-Renaissance.